# 高坪区
高坪区（こうへい-く）は中華人民共和国四川省南充市に位置する市轄区。

## 地理
磨児灘ダムがあり、順慶区との県境を流れている嘉陵江へとつながる。

## 歴史
漢代に安漢県が設置され、598年（開皇18年）に南充県と改称された。1993年の行政区画整理に伴い南充県は廃止となり、旧南充県が管轄していた陵江東岸の9鎮4郷に高坪区が設置された。

## 行政区画
下部に9街道、10鎮、1郷を管轄する。
- 街道:白塔街道、清渓街道、小竜街道、竜門街道、青蓮街道、都京街道、青松街道、螺渓街道、老君街道
- 鎮:江陵鎮、擦耳鎮、東観鎮、長楽鎮、勝観鎮、闕家鎮、石圭鎮、青居鎮、会竜鎮、走馬鎮
- 郷:仏門郷

## 交通
道路
高速道路
- 蘭海高速道路（広南高速道路（中国語版）を兼ねる）
- 南充環状高速道路（中国語版）

国道
- G318国道

省道
- 203省道

県道
- 152号県道
- 153号県道

## 健康・医療・衛生
- 高坪区人民医院
- 南充市高坪区第二人民医院
- 南充市高坪区第三人民医院
- 南充市高坪区第四人民医院